# Преживљавање (књига)
Преживљавање је збирка приповедака из 2010. године, савременог српског књижевника Драгослава Михаиловића.

## О писцу
Драгослав Михаиловић је рођен 1930. године у Ћуприји. Добитник је НИН-ове награде, Награде Народне библиотеке Србије за најчитанију књигу године, Андрићеву награду, Октобарску награду Града Београда, Кочићеву награду за животно дело, Рачанску повељу за целокупно књижевно дело, Виталову награду, као и и многа друга књижевна признања. 
За дописног члана Српске академије наука и уметности изабран је 1981, а за редовног 1989. године. Живи у Београду.

## О књизи
Књига Преживљавање садржи седам прича које тематизују судбине људи у периоду наше историје друге половине прошлог, као и на почетку овог века. У вртлозима политичких и друштвених веза, Михаиловић је открио најдубље моменте у животу својих јунака.

## Приче
- Мика Џован његовог живота
- Миш бели срећу дели
- Мајмун у прозору
- Лепо писање
- Плач Јована Тркуље
- Умро је стари Луј
- Преживљавање

## Радња
Приче тематизују свет рата и поратног периода са краја прве половине двадесетог века. Јунаци прича носе жиг жртава у инфобировским прогонима и искључењима из друштва. У причи Мика Џован његовог живота, пензионисани лектор, Милоје Зорић, некадашњи политички осуђеник, добија могућност да има увид у свој досије. Уместо да сазна разлоге и чињенице  о кривици, открива искривљену истину која подспешује његову патњу.
У причи Мајмун у прозору, Зоран је бивши кажњеник у локалном градском затвору. Враћа се на место где је некада био затвор и тамо сада затиче школу. Суочава се са празнином и са заборавом који га удаљује од чина ослобођења од изопштености. Јунакиња приче Преживљавање је седамдесетогодишња архитектица Јелена Холцер је некада била илегалка, заробљеник у четничком логору, интернирац у немачком радном логору. Јунакиња се исповеда приповедачу, такође архитекти, о неспоразуму са ћерком, о себи и патњи и љубави са колегом са студија који је нестао у послератним чисткама.
У причи Плач Јована Тркуње приповеда се о пропасти аквизитера књига, о његовом маштању о љубави и уметности, и његовој смрти.

## Награде
- За кљигу Преживљавање Драгослав Михаиловић је добио Виталову књижевну награду Златни сунцокрет 2011. године.[3]